# Stjepan Spajić
Stjepan Spajić „Rođo”  (Divoševci, 7. travnja 1952. – Zagreb, 21. kolovoza 2004.) bio je hrvatski poduzetnik i sportski djelatnik. Bio je predsjednik zagrebačkoga nogometnog kluba Hrvatski dragovoljac.

## Životopis
Godine 1974. došao je u Zagreb, gdje se sprijateljio s Franjom Tuđmanom s kojim je 1989. bio među osnivačima HDZ-a. Bio je sudionik Domovinskog rata, a i nakon rata nastavio je raditi u Hrvatskoj vojsci. Odlikovan je Redom Nikole Šubića Zrinskog, a umirovljen je 1998. s činom brigadira.
Bio je uspješan poduzetnik koji je vodio mesnice Rođo, a ostao je zapamćen i kao predsjednik NK Hrvatski dragovoljac, na čije je čelo došao 1994. i ondje ostao do smrti. Veliku je važnost davao klubu, u čijim je prostorijama proveo mnoge radne i neradne dane, a ondje je i preminuo od zatajenja rada srca. 
Najviše je ostao zapamćen po duhovitim izjavama u kojima je često kritizirao svoje igrače i osobe iz javnog života, osobito iz športa i politike. Bio je jedan od rijetkih Hrvata koji se vlastitim automobilom s hrvatskim registracijskim oznakama 1997. uputio u Beograd, na utakmicu između Partizana i Croatije (današnjeg Dinama). Na pitanje novinara kako se osjećao kad je cijeli stadion vikao „Ustaše, Ustaše!”, odgovorio je: „Odlično, cijeli stadion je navijao za nas!”.
Osim po nadimku Spajki, ostao je poznatiji po nadimku Rođo, kojeg je dobio jer su mu mnoge rečenice započinjale riječima „E moj rođo...”

## Poveznice
- Stadion NŠC Stjepan Spajić

## Vanjske poveznice
- Portal Novosti – Boris Dežulović: »Legenda o legendarnom Rođi«